# Faccio quello che voglio (Fabio Rovazzi)
Faccio quello che voglio è un singolo del cantante italiano Fabio Rovazzi, pubblicato il 13 luglio 2018.

## Descrizione
Scritto dallo stesso Rovazzi in collaborazione con il rapper Danti dei Two Fingerz, il brano ha visto la partecipazione vocale dei cantanti italiani Emma, Nek e Al Bano, sebbene non siano accreditati nella copertina del singolo.

## Video musicale
Il video, diretto dallo stesso Rovazzi, è un cortometraggio di circa nove minuti. In esso sono presenti anche Gianni Morandi, Carlo Cracco, Eros Ramazzotti, Fabio Volo, Rita Pavone, Massimo Boldi, Al Bano, Flavio Briatore, Roberto Pedicini, Diletta Leotta e Luis Sal.

## Tracce
1. Faccio quello che voglio – 3:21

## Classifiche
| Classifica (2018) | Posizione massima |
| ----------------- | ----------------- |
| Italia            | 4                 |